# Oxyurinae
Sous-famille
Genres de rang inférieur
- Oxyura
- Biziura
- Heteronetta
- Stictonetta

Les Oxyurinae sont une sous-famille d’oiseaux qui apparaît parfois dans les anciennes classifications. Aujourd'hui[Quand ?] les espèces qui la composaient sont classées dans la sous-famille des Anatinae, de la famille des Anatidae.